# Ahmad Shafiq

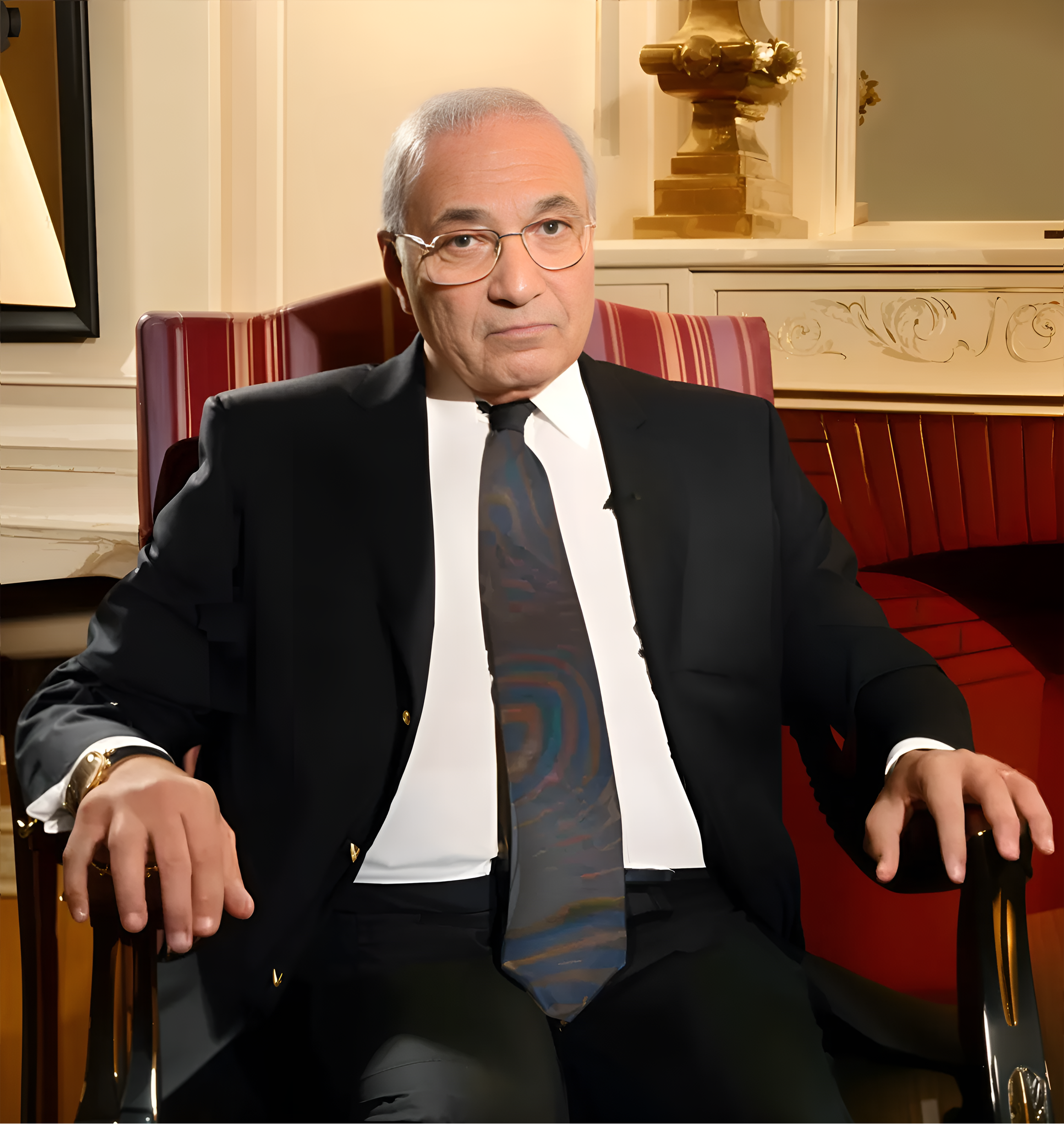

Ahmad Shafiq, född 1941 i Kairo, är en egyptisk politiker och militär. Han var under en kort tid 2011 
Egyptens premiärminister.
Shafiq var befälhavare för Egyptens flygvapen 1996–2002 och luftfartsminister 2002–2011. Före detta president Hosni Mubarak  avskedade hela regeringen den 29 januari 2011 på grund av de landsomfattande protesterna och utsåg Shafiq till regeringsbildare. Shafiq avgick 3 mars 2011 och ersattes av Essam Sharaf.